# Chiesa di Sant'Alvise
La chiesa di Sant'Alvise è un edificio religioso della città di Venezia, situato nel sestiere di Cannaregio, affacciato nel campo omonimo. La chiesa fa parte dell'associazione Chorus Venezia.

## Storia
La chiesa, dedicata a san Ludovico da Tolosa, a Venezia noto come sant'Alvise, venne fatta costruire nel 1383 dalla nobildonna Antonia Venier, insieme all'annesso monastero, nel punto suggeritole dal Santo stesso apparsole in sogno. Nel monastero si ritirò la stessa donna, seguendo la regola agostiniana; nel 1411 furono accolte altre suore agostiniane fuggite da Serravalle per la guerra.
Subì una grande ristrutturazione nel XVII secolo, che ne cambiò in gran parte gli interni.

## Descrizione
Costruita in semplici moduli gotici, a pianta basilicale.
La facciata è semplicissima pentapartita da sei lesene, collegate da archetti ogivali pensili che seguono tutto il coronamento. Le due ali orizzontali, a sostituzione dell'originario profilo a capanna, sono dovute alla soprelevazione seicentesca ben rilevabile dalle finestre sul fianco.

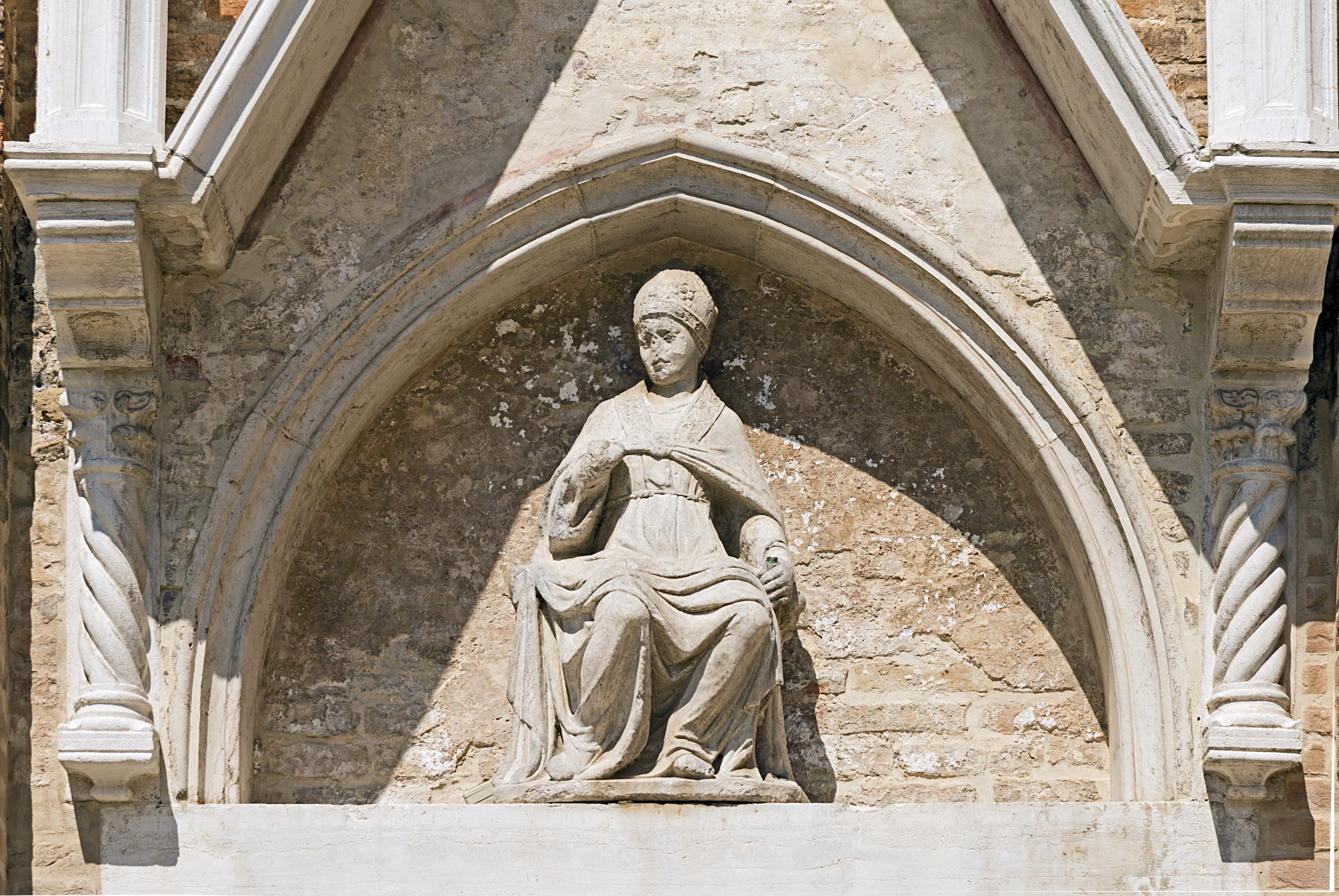
Bartolomeo Bon, Sant'Alvise

Il portale gotico in pietra d'Istria è cuspidato da una ghimberga culminata da un fiorone e affiancata da guglie; nella lunetta ogivata è una statua del santo titolare in marmo greco, attribuita a Bartolomeo Bon.

### Interno

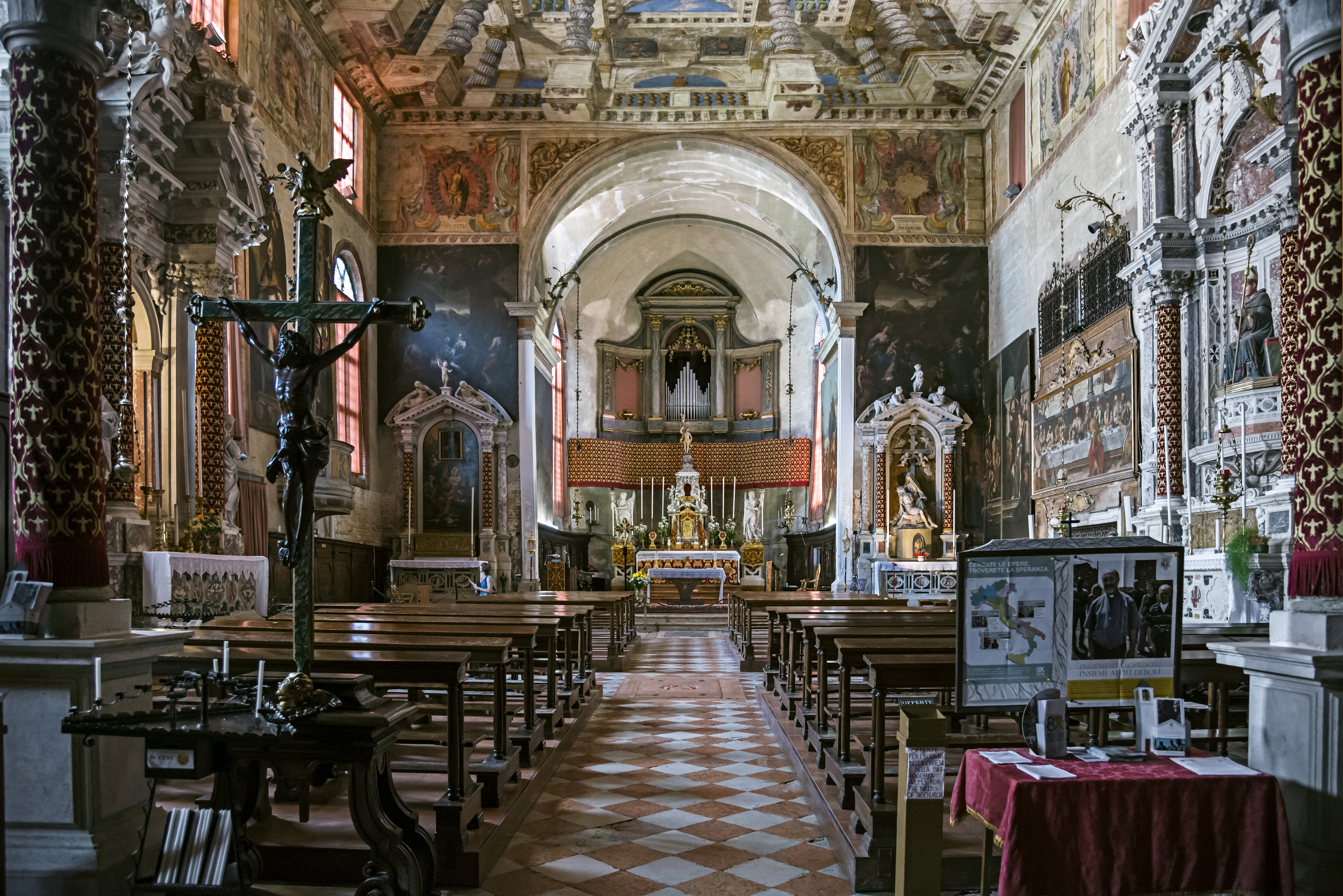
L'interno

Statue, altari e marmi seicenteschi ornano le pareti.
Notevole è il grande affresco piano del soffitto realizzato da Pietro Antonio Torri e Pietro Ricchi negli anni successivi al 1674.
Particolare di questa chiesa la presenza del barco, il tipico coro pensile veneziano disposto verso la facciata, sorretto da due sottili colonne e barbacani gotici. In questo caso destinato alla funzione claustrale, è costituito da un alto muro aperto soltanto da una fila di grate in ferro battuto dietro a cui restavano celate le monache.

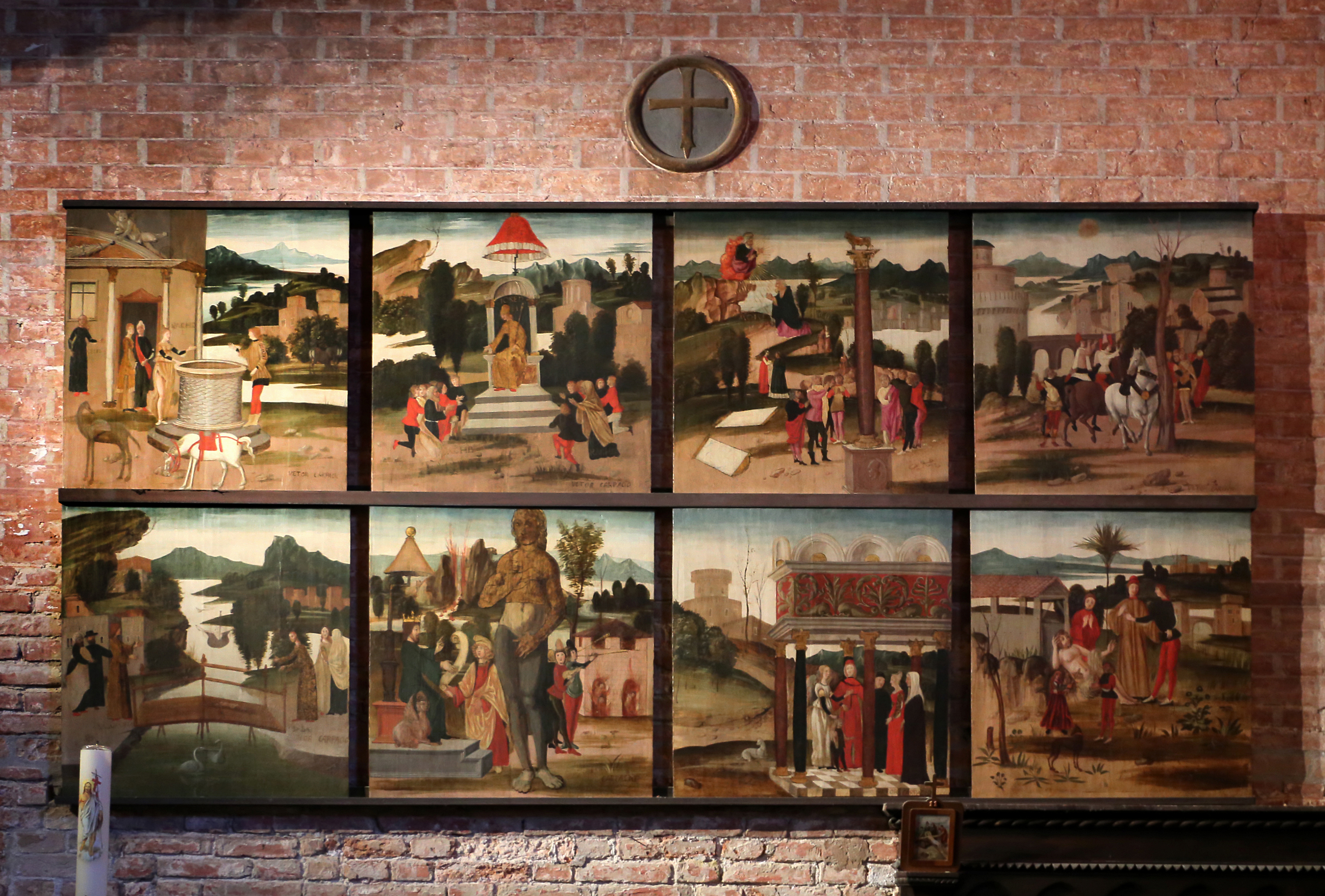
Lazzaro Bastiani, Storie dell'Antico Testamento

Sotto al barco, alla sinistra, vi sono otto tavolette raffiguranti episodi biblici, oggi attribuite a Lazzaro Bastiani invece che a un giovanissimo Carpaccio come aveva fantasticato Ruskin.

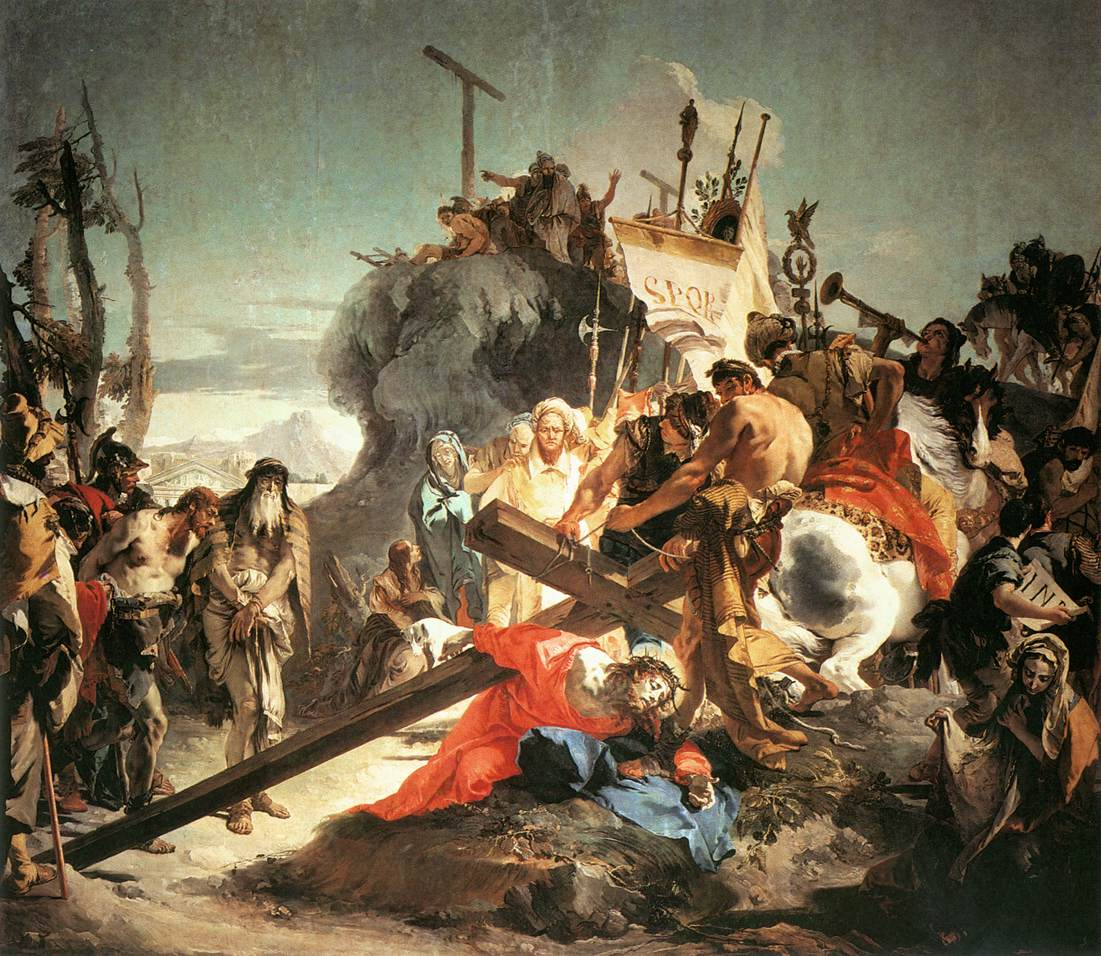
Giambattista Tiepolo, Salita al Calvario, 1740, olio su tela, 450x517 cm

Le opere di maggior prestigio della chiesa, sono tre dipinti di Giambattista Tiepolo eseguiti tra il 1737 e il 1740: l'Incoronazione di spine e laFlagellazione sulla navata destra e la Salita sul monte Calvario su una parete del presbiterio. Posto di fronte a quest'ultimo quadro, il dipinto di Angelo Trevisani Orazione di Cristo.
Sul settecentesco altare in marmo policromo alla parete sinistra, sono poste alcune statue attribuite a Giovanni Maria Morlaiter. Sul fianco opposto è l'altare dedicata al santo titolare della chiesa, ugualmente realizzato in una policromia barocca.
Il campanile ha mantenuto il suo aspetto originale gotico del XIV secolo con una cuspide a pigna in mattoni e quattro guglie agli angoli.
Il convento delle monache sul lato destro era originalmente formato da due chiostri, di cui ora ne rimane intatto solo uno, e da un porticato con colonne in stile gotico e archi a tutto sesto.
In tempi moderni il convento è stato occupato dalle Figlie della Carità.